# Doboj Istok
Doboj Istok är en kommun i Bosnien och Hercegovina.   Den ligger i entiteten Federationen Bosnien och Hercegovina, i den centrala delen av landet, 100 km norr om huvudstaden Sarajevo. Antalet invånare är 10 866. Arean är 41 kvadratkilometer.